# Douglas Wolfsperger
Douglas Wolfsperger (* 25. Dezember 1957 in Zürich) ist ein deutscher Regisseur von Spiel- und Dokumentarfilmen.

## Leben
Wolfsperger wuchs am Bodensee als Sohn der Augenärzte Giso (1912–1967) und Edith Wolfsperger geb. von Riss (1924–2022) mit zwei jüngeren Geschwistern auf.
Nach dem frühen Tod seines Vaters kam Wolfsperger mit zehn Jahren zur Entlastung der Mutter in das Kloster-Internat der oberschwäbischen Benediktiner-Abtei Weingarten, wo vorwiegend katholische Bauernsöhne untergebracht waren. Nachdem das Internat 1972 aufgelöst worden war, folgte eine Odyssee durch mehrere Schulen, u. a. die evangelische Internatsschule in Gaienhofen (1977). Schließlich legte Wolfsperger in Konstanz sein Abitur ab.
Erste Erfahrungen, die auf eine Laufbahn als Filmemacher hindeuteten, machte Wolfsperger bereits während der Schulzeit mit Super-8-Filmen. Unter anderem drehte er einen 60-minütigen Film mit dem Titel Die Begegnung der Jungfrau Maria mit John Travolta und deren Folgen. Nach dem Abitur absolvierte Wolfsperger ein Regiepraktikum beim Südwestfunk in Baden-Baden. Im Jahr 1982 zog er nach München, wo er als Gasthörer an Produktionen der Hochschule für Fernsehen und Film mitarbeitete.
Im Jahr 1985 drehte er seinen ersten eigenen Spielfilm Lebe kreuz und sterbe quer.
Seit Anfang der 1990er-Jahre realisierte Wolfsperger zudem zahlreiche Fernseh-Dokumentarfilme über die unterschiedlichsten Menschen und ihren Alltag, so über Müllmänner – Der Dreck muss weg, eine Klofrau – Die Königin vom Bahnhofsklo oder Weihnachtsmänner – Vom Himmel hoch.
1990 zog Wolfsperger wieder nach Konstanz, wo 1992 der Kino-Spielfilm Probefahrt ins Paradies entstand – eine Wallfahrts-Satire mit Barbara Auer, Mathias Gnädinger, Christiane Hörbiger und Axel Milberg in den Hauptrollen.
1995 siedelte er sich in der Kölner Südstadt an. In den folgenden Jahren war er hauptsächlich für den WDR als Autor von TV-Dokus tätig.
Bei seinem Kino-Spielfilm Heirate mir! – Die Braut und ihr Totengräber (1999) sorgte die Wahl der Hauptdarstellerin – die davor im Schauspiel unerfahrene Verona Feldbusch an der Seite des preisgekrönten Ulrich Noethen – in den Feuilletons für Verwunderung.
Im Jahre 2002 erhielt der Film Bellaria – So lange wir leben! (über ein besonderes Retrospektive-Programmkino im 7. Bezirk in Wien) eine ganze Reihe von Auszeichnungen.
Auch der Dokumentarfilm Die Blutritter, uraufgeführt bei den Internationalen Filmfestspielen in Locarno im Sommer 2004, ist ein Beispiel für dokumentarisches Kino.
2005 fand in Locarno auch die Premiere von Wolfspergers Arbeit War’n Sie schon mal in mich verliebt? statt. Der Film erzählt die Lebensgeschichte des vergessenen Filmschauspielers, Sängers und Kabarettisten Max Hansen und zeichnet zugleich das Porträt der bewegten Weimarer Zeit. 2006 folgte der Kino-Dokumentarfilm Der lange Weg ans Licht, das emotionale Porträt einer ostdeutschen Hebamme. Der entsorgte Vater, Wolfspergers bislang persönlichstes Werk, beschäftigt sich mit dem Schicksal von Vätern, denen nach einer Trennung der Zugang zu ihren Kindern verwehrt wird. Der Dokumentarfilm wurde im Herbst 2008 bei den Internationalen Hofer Filmtagen uraufgeführt und kam im Juni 2009 in die deutschen Kinos. Am 30. August 2012 hatte der Film Doppelleben seinen Kinostart. Am 4. Dezember 2014 feierte der Dokumentarfilm Wiedersehen mit Brundibar, eine deutsch-tschechische Co-Produktion, die deutsche Kino-Premiere.
Der Dokumentarfilm Scala Adieu – Von Windeln verweht wurde bei den Internationalen Hofer Filmtagen 2018 uraufgeführt und kam am 21. März 2019 in die deutschen Kinos.
2021 begann Wolfsperger mit den Dreharbeiten für sein Kino-Dokumentarfilm-Projekt Sie, Er, Ich, das 2024 fertig gestellt werden soll.
2023 starteten Dreharbeiten für seinen jüngsten Dokumentarfilm Der Wald gehört uns. 
2024 wurde er zum künstlerischen Leiter der Biberacher Filmfestspiele bestellt.
Douglas Wolfsperger ist Mitglied der Deutschen Filmakademie und der Europäischen Filmakademie.
Er ist Vater von zwei Töchtern und lebt seit 2002 in Berlin-Charlottenburg und am Bodensee.

## Filme (Auswahl)

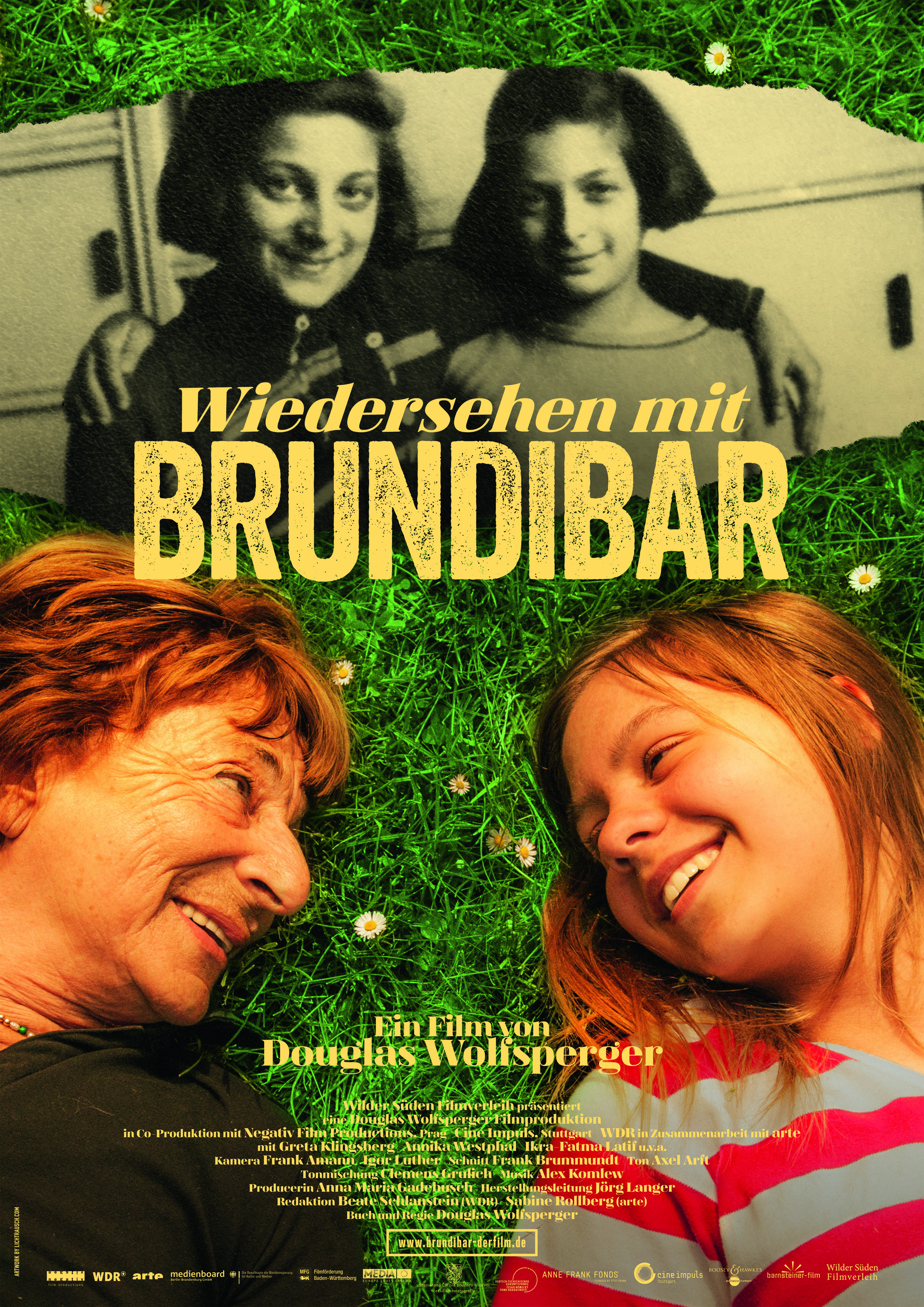
Filmplakat Wiedersehen mit Brundibar

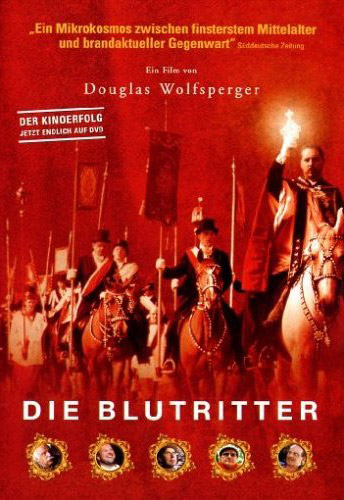
Filmplakat Die Blutritter

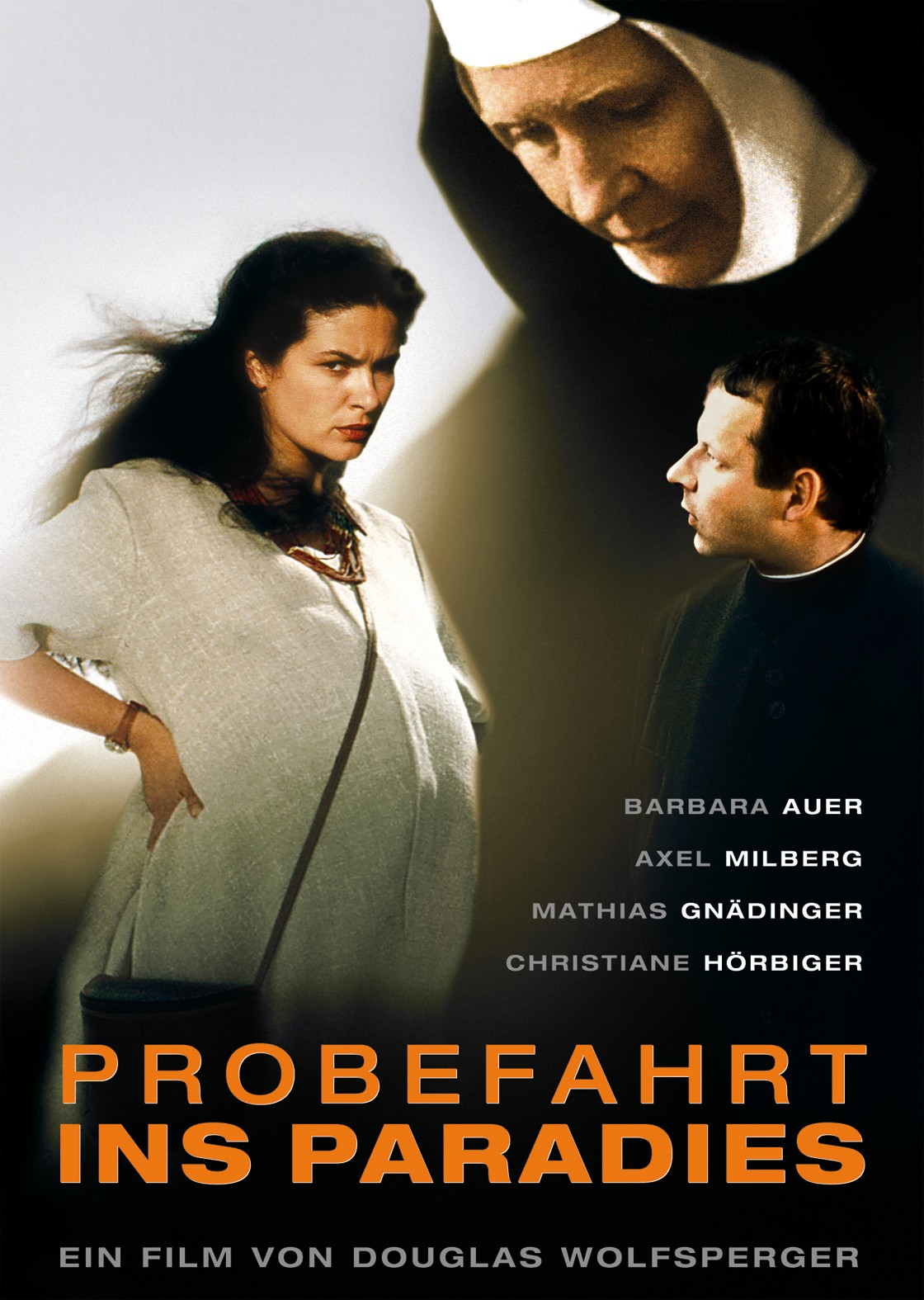
Filmplakat Probefahrt

Wolfsperger führte unter anderem bei folgenden Filmen Regie:
- Lebe kreuz und sterbe quer (1985), Kino-Spielfilm
- Kies (1986), Kino-Spielfilm
- Probefahrt ins Paradies (1992), Kino-Spielfilm
- Heirate mir! (1999), Kino-Spielfilm
- Bellaria – So lange wir leben! (2001), Kino-Dokumentarfilm
- Die Blutritter (2003), Kino-Dokumentarfilm
- War’n Sie schon mal in mich verliebt? (2005), Kino-Dokumentarfilm
- Der lange Weg ans Licht (2006), Kino-Dokumentarfilm
- Der entsorgte Vater (2008), Kino-Dokumentarfilm
- Doppelleben (2012), Kino-Dokumentarfilm
- Wiedersehen mit Brundibar (2014), Kino-Dokumentarfilm[5]
- Scala Adieu – Von Windeln verweht (2018)

## Auszeichnungen
- Für Bellaria – So lange wir leben!:
  - 2002: Prix Europa
  - 2002: The Silver Plaque For Best Documentary des Chicago International Film Festival
  - 2002: International Grand Prix For Documentary Monte Carlo
  - 2002: Prädikat „Besonders wertvoll“ der Österreichischen Filmbewertungskomission sowie
  - 2003: Intermedia-Globe Gold, WorldMediaFestival Hamburg
  - 2003: Bayerischer Filmpreis
  - 2003: Ernst-Lubitsch-Preis der deutschen Filmkritik
  - 2004: The Gold Plaque for Best Documentary, 40th Chicago International Television Competitio
- Für War’n Sie schon mal in mich verliebt?
  - 2005: Doku-Biber: Bester Dokumentarfilm bei den Biberacher Filmfestspielen

- Für Wiedersehen mit Brundibar:
  - 2014: Doku-Biber: Bester Dokumentarfilm bei den Biberacher Filmfestspielen
  - 2015: Special Mention Award (Best Documentary) beim Olympia International Film Festival for Children and Young People
  - 2015: Certificate of Merit bei den 52nd Chicago International Television Awards
  - 2015: Vorauswahl zum Deutschen Filmpreis
- Für Scala Adieu – Von Windeln verweht
  - 2018: Doku-Biber: Bester Dokumentarfilm bei den Biberacher Filmfestspielen[6]